# China-Nepal Highway

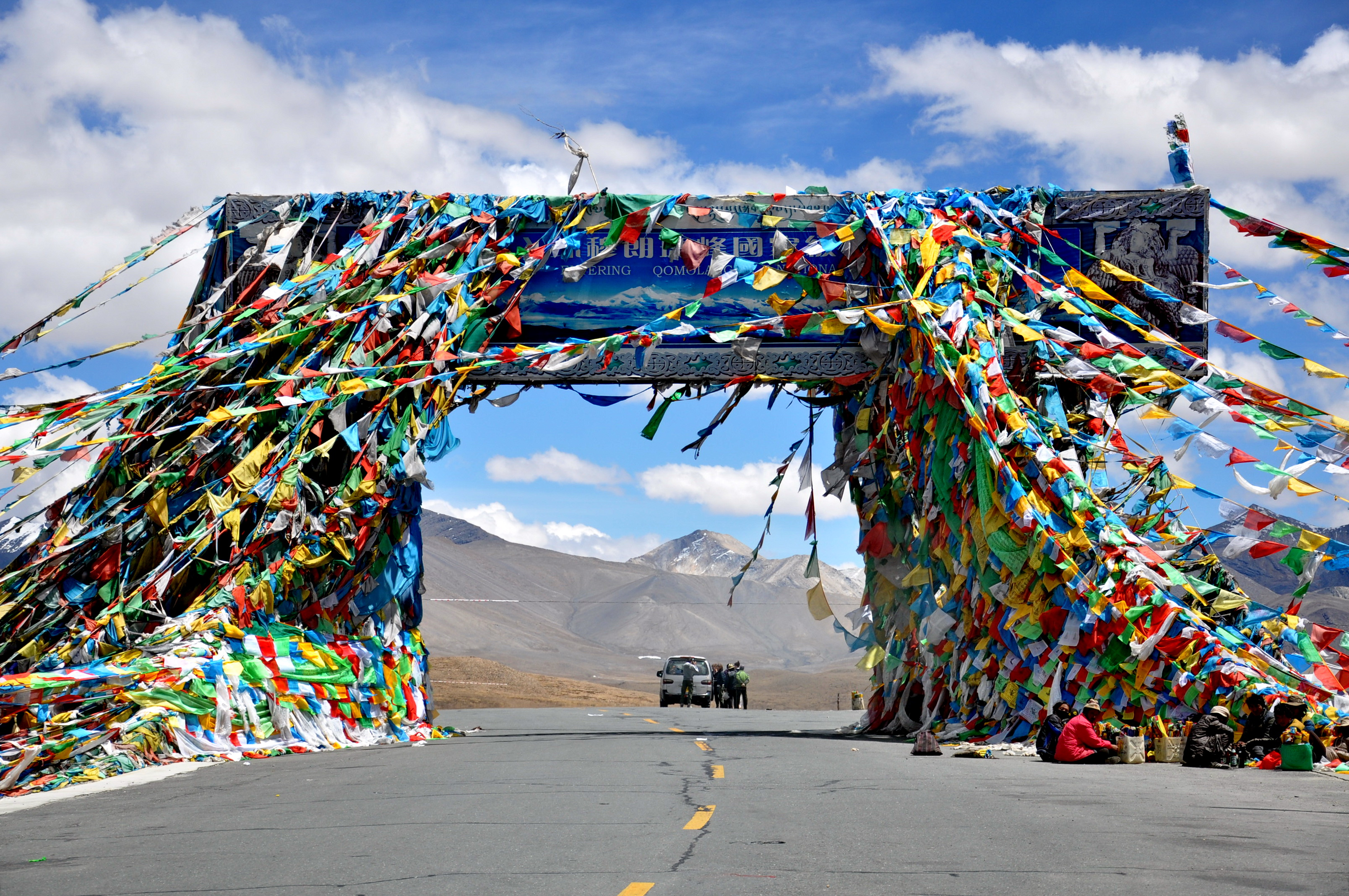
Gebetsfahnen am Friendship Highway

Der China-Nepal Highway (Zhong-Ni gonglu 中尼公路), auch Friendship Highway genannt, ist eine Straßenverbindung zwischen Lhasa im Autonomen Gebiet Tibet der Volksrepublik China und der Brücke der sino-nepalesischen Freundschaft an der Grenze zu Nepal. Dort ist er über den Araniko Highway an Kathmandu, der Hauptstadt Nepals angebunden.
Der Friendship Highway ist 829 km lang und zugleich das westlichste Teilstück der Nationalstraße 318; er führt über Doilungdêqên, Xigazê, Sa’gya, Lhazê und Nyalam. Mit dem Bau wurde 1963 begonnen, für den Verkehr freigegeben wurde er 1967. Neben der Erschließung Tibets dient er als Hauptverkehrsverbindung nach Nepal sowie dem Gütertransport nach Indien.